# تسويوشي هاسيغاوا
تسويوشي هاسيغاوا (باليابانية: 長谷川毅؛ بالكانا: はせがわ つよし) هو مؤرخ ياباني، ولد في 1941 في طوكيو في اليابان.